# كيفن ليفرانك
كيفن ليفرانك (بالفرنسية: Kevin Lefranc)‏ هو لاعب كرة قدم فرنسي في مركز الهجوم، ولد في 1 مارس 1986 في فيتري لو فرنسوا في فرنسا. لعب مع رويال إكسل موسكرون ونادي باولم ونادي بولون ونادي فيرتون ونادي كونستانسيا.

## وصلات خارجية
- كيفن ليفرانك على موقع قاعدة بيانات كرة القدم.إي يو (الإنجليزية)